# Райнер Марія Рільке
Ра́йнер Марі́я Рі́льке  (нім. Rainer Maria Rilke; 4 грудня 1875, Прага, Чехія — 29 грудня, 1926, санаторій Валь-Монт, поблизу Монтре, Швейцарія) — австрійський поет-символіст, предтеча екзистенціалізму.

## Дитинство і юність
Справжнє ім'я — Рене Карл Вільгельм Йоган Йозеф Марія Рільке.
Був у батьків первістком, потім у нього з'явився молодший брат. Дитинство і юність не були щасливими — через невдалий шлюб батьків, який розпався 1884 року, коли хлопцеві було 9 років.
Мати, Софія Енц, не могла забути своєї першої дитини — рано померлої дочки, тому трактувала сина як дівчинку, навіть одягала в сукні.
До 1884 року — навчання у початковій школі в Празі. Після розлучення батьків у 1884 році Рільке залишається під опікою батька.
Батько, Йозеф Рільке, мріяв про військову кар'єру, але мусив стати залізничним чиновником. Тому, всупереч волі сина, 1886 року віддав його до військової академії. 1 вересня 1886 року Рільке вступив у кадетське військове училище у Санкт-Пельтені (поблизу Відня). Тоді ж з'являються перші дитячі вірші.
Після закінчення школи у Санкт-Пельтені з вересня до червня навчався у вищому реальному військовому училищі у Меріш-Вайскірхені (Граніце у теперішній Чехії), звідки звільнився за станом здоров'я. Молодий Рільке залишив її 1891 року — з допомогою дядька, який оцінив великі здібності небожа. У тому ж році він розпочав навчання у Торговельній академії (торговельне училище) у Лінці, яке припинив у середині наступного року.
1892 — закінчення середньої освіти, підготовка екстерном до екзаменів на атестат зрілості в Празі.
1893 — початок дружби з Валерією фон Давід-Ронфельд.
1894 — вихід першої поетичної збірки «Життя та пісні». Написані перші прозові твори, зокрема і «П'єр Дюмон».
1895 року Рільке отримав у Празі атестат «з відзнакою»; з початком зимового семестру розпочав студії у Празькому університеті (історія мистецтва, література, філософія). Вихід поетичної добірки «Дарунки ларам». Рільке підготував перший номер часопису «Wegwarten». 1896 — з початком літнього семестру Рільке змінив напрям студій і розпочав навчання на правничому відділі Празького університету. Інсценізація п'єси «Тепер і в годину нашої смерті». Рільке перебрався у Мюнхен. У тамтешньому університеті впродовж двох семестрів слухав лекції з історії мистецтва, естетики, теорії Чарльза Дарвіна. Три випуски поетичних збірок «Подорожник». Засновано часопис «Die Jugend» (молодь) і «Simplicissimus».

## Подальше життя та творчість
1897 — Замешкування до початку жовтня: Мюнхен. Січень: Прага. Кінець березня та початок квітня — перша подорож в Італію (Арко, Венеція, Меран). Червень-серпень: Вольфратшаузен. У жовтні: переїзд у Берлін. Знайомство з Лу Андреас-Саломе. Вихід поетичної збірки «Увінчаний мріями», у Празі інсценовано п'єсу «Заморозки».
1898 — Замешкування з кінця липня: Берлін — Вільмерсдорф. Березень: Прага (виступ). Квітень-травень: друга подорож в Італію (Арко, Флоренція, Віареджо). Червень: Прага. Липень: Цоппот. Замешкував з серпня: Берлін-Шмагендорф. 2-а половина грудня: Гамбург, Бремен, Ворпсведе. Рільке писав «Флорентійський щоденник» («Florenzer Tagebuch») і розпочав «Шмаргендорфський щоденник» («Schmargendorfer Tagebuch»). Вихід поетичної збірки «Святвечір», збірки малої прози «Поза життям» та драми «Без теперішнього».
1899 — Замешкування: Берлін — Шмаргендорф. Березень: Арко, Бозен, Прага, Відень. Квітень-червень: Росія разом із Лу Андреас-Саломе (Москва — Петербург). Липень: Берлін. Серпень-середина вересня: Біберсберґ (поблизу Майнінгена). 2-а половина вересня — кінець грудня: Берлін. Осінь: початок роботи над першою частиною «Книги годин» (в російському перекладі — «Часослов») — «Книгою життя чернечого». Продовжує «Шмарґендорфський щоденник». Осінь: перша версія «Корнета». Вихід «Двох празьких оповідок», поетичної збірки «Мені для свята» і драми «Біла княгиня».
Автор збірок поезій «Книга картин» (Buch der Bilder, 1902), «Книга годин» (Stundenbuch, 1905), «Нові вірші» (Neue Gedichte I–II, 1907–1908), «Дуїнянські елегії» (Duineser Elegien) і «Сонети до Орфея» (Die Sonette an Orpheus, 1923) тощо. 1910 року було опубліковано його єдиний прозовий твір — роман «Нотатки Мальте Лявридса Бриґґе».
Помер у Валь-Монті на березі Женевського озера, похований у Рароні (Швейцарія).
Поезія Рільке вирізняється ліризмом і символічністю, глибиною філософського сприйняття внутрішнього життя і довколишньої дійсності.

## Рільке і Україна
Рільке мав великий вплив на модерну поезію різних народів, у тому числі й на українську.
Враження Рільке з відвідин України 1899 і 1900 років позначилися на циклі «Книга життя чернечого», збірці «Книга годин», а також на книжці коротких оповідань «Про Господа Бога та інше» (1900) (передусім два оповідання з української тематики — «Як старий Тимофій умирав співаючи» та «Пісня про правду»).
Враженнями цієї подорожі навіяні вірші Рільке з «Книги прощ» (нім. Das Buch von der Pilgerschaft) (зокрема, вірш «Карл XII, шведський король, їде степами України»).
Зацікавившися тоді «Словом о полку Ігоревім», Рільке переклав його у 1902–1904 роках (опубліковано 1930 року).
Твори Рільке перекладали українською мовою Микола Зеров, Микола Лукаш, Майк Йогансен, О. Луцький, Юрій Клен, Леонід Мосендз, Михайло Орест, Р. Курінна, О. Зуєвський, Микола Бажан, Дмитро Павличко, Василь Стус, Мойсей Фішбейн, Б.-І. Антонич та інші.
Окремою збіркою вийшли переклади Р. Б. Кравцева під назвою «Речі й образи» (1947).
Про Рільке й Україну писали Євген-Юлій Пеленський (1935) й Олекса Ізарський (1952).
Поціновувачем творчості Рільке був один із видатних польських письменників ХХ ст. з Дрогобича — Бруно Шульц. У листі-відповіді до Романи Гальперн у 1936 Шульц пише:
|  | Добре, що Ви мені нагадали про Рільке. Коли людина перебуває у розпачі від власних поразок (про які ніхто не відає) в творчості, – від згадки про його ім’я стає легше. Існування його книжок є гарантією того, що заплутані, глухі маси не сформульованого всередині нас можуть іще виринути на поверхню чудесно очищеними. Точність і чистота дистиляції Рільке є для нас утіхою... (Дрогобич, 16. VIII. 1936) |

|  | Надворі холодний день, гострий і негостинний, сповнений прози й суворості. Але довкола мого ліжка кружляють добрі духи, поруч зі мною лежать два томи Рільке, які я собі позичив. Час від часу я входжу в його важкий і напружений світ, під багатоярусні склепіння його небес, і знову повертаюся до себе. Не відаю, чи Ви знаєте Рільке. За вершину його творчості я вважаю «Neue Gedichte». Те, що він пізніше писав: «Duineser Elegien», «Sonette an Orpheus» – є вже занадто рафінованим і езотеричним. (Дрогобич, 30.IX.1936) |

Перебуваючи на засланні, Василь Стус із захопленням пише у листі до дружини:
...перекладав (нарешті!) "Орфея, Еврідіку й Гермеса" Рільке. Так я люблю цю міні-поемку, так шаную окремі рядки з тексту ( знаєш сама - все, що стосується Еврідікі), що побоювався пізнавати текст, перекладаючи, аби не загубити, боронь Боже, дорогого враження. Це схоже до першого, скажу так, інтиму:- і шкода, і кортить. Слава Богу, впорався, задоволений, хоч і не знаю чим: Рільке, текстом оригіналу чи перекладом...

## Твори

### Поетичні збірки
- «Життя і пісні» / нім. Leben und Lieder. Bilder und Tagebuchblätter (1894)
- «Дарунки ларам» / нім. Larenopfer (1895)
- «Увінчаний мріями» / нім. Traumgekrönt (1896)
- «Святвечір» / нім. Advent (1897)
- «Мені для свята» / нім. Mir zur Feier  (1899)
- «Книга годин» / нім. Das Stunden-Buch (1905)
- «Книга картин» / нім. Das Buch der Bilder (1902; доповнене видання 1906)
- «Нові поезії» (I—II) / нім. Neue Gedichte (1907-1908)
- «Реквієм» / нім. Requiem (1909)
- «Життя Марії» / нім. Das Marien-Leben (1912)
- «Дуїнянські елегії» / нім. Duineser Elegien (1923, написано в 1912–1922)
- «Сонети до Орфея» / нім. Die Sonette an Orpheus (1923)

### Проза
- «Оповідання про милостивого Бога» / нім. Geschichten vom Lieben Gott (1900)
- «Пісня про кохання й смерть корнета Крістофа Рільке»[8] / нім. Die Weise von Liebe und Tod des Cornets Christoph Rilke (1906)
- «Нотатки Мальте Лявридса Бриґґе» / нім. Die Aufzeichnungen des Malte Laurids Brigge (1910)

### Інше
- Огюст Роден / нім. Auguste Rodin (1903)

## Видання українською мовою
- Речі й образи: вибрані поезії з нім. мови / Р. М. Рільке; пер. Б. Кравців. — Нюрнберг, 1947. — 127 с.
- Поезії / Р. М. Рільке; пер. з нім. М. Бажана; вступ. ст. і прим. Д. С. Наливайка. — Київ: Дніпро, 1974. — 279 с. — (Перлини світової лірики)
- Думки про мистецтво і поезію. / Упоряд., вступ, ст. та приміт. Д. С. Наливайка.— К.: Мистецтво, 1986.— 293 с.
- Нотатки Мальте Лявридса Бриґґе: [роман] / Р. М. Рільке; пер. з нім. Юрко Прохасько. — К.: Грані-Т, 2010. — 296 с.
- Сто поезій / Райнер Марія Рільке; у пер. Мойсея Фішбейна; упорядкув: Мойсей Фішбейн, Михайло Добрянський ; худож. Чюрльоніс М. К. — К.: Либідь, 2012. — 271 с. (Перевидання, 2018)
- Темні плачі: поетичні твори: у 2 т. / Р. М. Рільке ; передм. Є. Волощук. — Т.: Навчальна книга — Богдан, 2007. — (Серія "Шедеври світової поезії"). Т. 1 / упоряд. Б. Щавурський, 2007. — 494 с.
- Темні плачі: поетичні твори: у 2 т. / Р. М. Рільке ; передм. Є. Волощук. — Т.: Навчальна книга — Богдан, 2007. — (Серія "Шедеври світової поезії"). Т. 2 / упоряд. Б. Щавурський, 2007. — 480 с.
- Життя Марії / Райнер Марія Рільке; перекл. та передм. Буряка Ю. Г. та Маккавейського В. М. — К.: Укр. пропілеї; Укр. письменник, 2015. — 92 с.